# Jumilla
Jumilla (in catalano Jumella) è un comune spagnolo di 25 348 abitanti (2008) situato nella comunità autonoma di Murcia.
È un comune agricolo conosciuto anche internazionalmente per il vino che porta il suo nome e viene prodotto nel territorio comunale.

## Storia
Nella preistoria la presenza umana nella Murcia è certificata dai ritrovamenti archeologici e dalle numerose grotte con dipinti rupestri, che frequentemente s'incontrano nel suo territorio e che risalgono al Paleolitico. I primi abitanti stanziali dediti all'agricoltura e all'allevamento del bestiame furono gli Iberi ai quali si mescolarono i Celti, che avevano attraversato i Pirenei, e formarono il popolo detto dei Celtiberi. 
L'occupazione romana si concretizzò nella comarca di Jumilla con la distribuzione di terre ai legionari congedati seguendo il sistema detto delle centuriazioni perché ad ogni legionario venivano assegnati cento iugeri di terreno, cioè circa 25 ettari. Nacquero così nella comarca diversi centri urbani di ex legionari. 
Le invasioni barbariche nel V secolo portarono in questa regione i Visigoti che si vennero a trovare in conflitto con gli Arabi-Berberi sbarcati in Spagna nel 711. Portò la pace nel 713 il Trattato di Teodomiro (in arabo Tudmir) con il quale il re visigoto Teodomiro e gli Arabi si accordarono spartendosi i diversi territori e in base al quale Jumilla fece parte del Regno arabo di Murcia e vi rimase fino al XIII secolo quando nel 1241 Abenhud, re arabo di Murcia, sentendosi minacciato sia dai Cristiani che dagli Arabi del regno di Granada, decise di cedere il suo regno ad Alfonso X il Saggio re di Castiglia ottenendo in cambio la protezione per sé e per il suo popolo e la garanzia del rispetto delle loro tradizioni e della loro religione.
Alla morte di Alfonso X si presentò un problema di successione e Jumilla passò agli Aragonesi ma vi rimase per poco tempo perché i nuovi governanti si rivelarono prepotenti e sopraffattori e i cittadini chiesero aiuta al re di Castiglia Pietro I che inviò le sue truppe comandate dal fratello e principe ereditario Federico Alfonso che occuparono Jumilla che ritornò ad essere parte del regno di Castiglia a partire dal 1356. 
Nel 1445 la città divenne signoria della famiglia dei Villena e tale rimase fino al XIX secolo. I marchesi di Villena si adoperarono per incrementare l'agricoltura, l'allevamento del bestiame e l'edilizia pubblica e privata. 
Nel 1911 il re di Spagna Alfonso XIII le conferì il titolo di "città" con le possibilità di autogoverno che ciò comportava. Le vicende e le turbolenze che si verificarono in Spagna nel XX secolo ebbero lo stesso peso per Jumilla come per il resto della nazione, ma non vi furono particolari episodi di storia locale. Attualmente Jumilla è una tranquilla cittadina agricola dedita essenzialmente alla produzione del suo vino.

## Settore vitivinicolo
La varietà più importante è la Monastrell, un vitigno molto rustico e perfettamente adattato alle dure condizioni della zona (siccità, forte caldo estivo e gelate primaverili). Tali condizioni si traducono in vini con corpo e carnosi, dalla buona ricchezza alcolica e acidità, con un carattere aromatico fruttato molto personale (frutti maturi) e un’astringenza molto ben integrata.

## Monumenti e luoghi d'interesse
- Castello del XV secolo.
- Iglesia de Santiago, gotico rinascimentale dei secoli XV-XVI.
- Convento de santa Ana del Monte del 1673.
- Iglesia del Salvador , chiesa del XVIII secolo.
- Ermita de San Anton, piccola chiesa del XVIII secolo.
- Ermita de San José, del XVII secolo.
- El Cason, costruzione tardo-romana del V secolo.
- Arco de San Roque o Puerta de Granada, porta della città del XVII secolo.
- Torre del Rico del 1573.
- Teatro Vico del XIX secolo.
- Ayuntamiento, palazzo del municipio adattato su altra costruzione nei secoli XIX-XX.
- Barranco Ancho, scavi archeologici dell'insediamento romano dei secoli I e II.
- Casa modernista, casa moderna in stile gaudiano del XX secolo.
- Museo Municipal, museo di archeologia iberica, romana ed araba.
- Museo del vino, contiene strumenti per la vitivinicultura a partire dal XIV secolo.
- El cuco de Alberguilla. I cucos sono costruzioni in parte scavate nel terreno argilloso con portali in materiale vario costruiti dagli stessi contadini e sparsi in tutto il territorio.

## Feste
- Settimana Santa, come nelle altre città spagnole consiste essenzialmente nelle processioni delle varie confraternite.
- Fiestas Moros y Cristianos, dura tre giorni in agosto e il nucleo centrale è costituito da manifestazioni in cui le comparse rappresentano alcuni episodi della storia locale.
- Fiestas de la Vindimia, è una serie di manifestazioni il cui scopo essenziale è quello di diffondere la cultura del vino, durante i giorni attorno al 15 di agosto dal venerdì alla domenica si svolgono convegni, mostre, si effettua solennemente una prima pigiatura dell'uva, si svolgono la cabalgata cioè la sfilata di carri allegorici, il concorso gara di menestrelli, gare di molti sport, gara di guida del trattore con e senza rimorchio.
- Feria de Nuestra Seňora de Asuncion è una fiera di attrezzature e macchine agricole che si svolge in agosto assieme a tutte le altre feste di tale mese che costituiscono le Fiestas en honor de Nuestra Seňora de Asuncion.
- Festival Nacional de Folklore con la partecipazione di gruppi folkloristici spagnoli ed anche di altre nazioni.
- Romeria de Santa Ana del Monte pellegrinaggio al santuario di S.Anna del Monte che, dopo i riti religiosi, si trasforma in festa con pranzo all'aperto, canti, musica e balli secondo la tradizione spagnole delle romerias.